# Премпенсуа
Премпенсуа - великий ламеллафон (музичний інструмент з вібруючими металевими пластинами, закріпленими з одного кінця), який використовується в музичному мистецтві народу ашанты (Гана). Слово prempensua - з мови акан, хоча на подібних інструментах грають й інші етнолінгвістичні групи в Гані.
Премпенсуа (поряд з барабаном гоме, ксилофоном та сепревою) входить до складу ансамблів традиційної музики, які грають на весіллях та інших церемоніях .